# 185
Het jaar 185 is het 85e jaar in de 2e eeuw volgens de christelijke jaartelling.

## Gebeurtenissen

### Italië
- Keizer Commodus lijdt aan grootheidswaanzin en treedt tot afschuw van de Senaat op als gladiator in het Circus Maximus. Om zijn vaardigheden te demonstreren vecht hij in het amfitheater met gladiatoren en doodt hij wilde dieren (waaronder struisvogels, een panter, zo'n honderd leeuwen, een olifant, een neushoorn en een giraf).

### China
- De Gele Tulbanden worden verslagen, maar later breekt er opnieuw een opstand uit. De rebellen bedreigen de Chinese provincie Hebei.
- Supernova SN 185 werd in China waargenomen.

## Geboren
- Cao Zhen, Chinees veldheer (overleden 231)
- Origenes, theoloog en kerkhistoricus